# Sigvald Jarl
Sigvald Jarl (även Sigvalde Jarl) var enligt isländsk tradition en av jomsvikingarnas hövdingar. Han ska ha blivit besegrad av jarlen Håkon Sigurdsson vid Hjörungavåg omkring 986, och genom svek medskyldig till Olav Tryggvasons fall i slaget vid Svolder omkring 1000. Han ska ha varit bror till Torkel den höge och son till Strutharald.